# روابط اسرائیل و افغانستان
روابط افغانستان و اسرائیل امروزه رسماً وجود ندارد، زیرا هیچ مبادله دیپلماتیکی بین دو کشور وجود ندارد.

## تاریخ
اسرائیل به نیروهای مجاهدی که با دولت افغانستان مورد حمایت شوروی می جنگیدند، تسلیحات و آموزش می‌داد. هزاران مبارز مجاهد، به ویژه از جناح حزب اسلامی گلبدین حکمتیار، توسط مربیان اسرائیلی آموزش دیدند. اختر عبدالرحمان، رئیس اطلاعات نظامی پاکستان، ظاهراً اجازه ورود مربیان اسرائیلی به کشورش را داده‌است.
حامد کرزی، رئیس‌جمهور افغانستان، در مصاحبه ای در سال ۲۰۰۵ در کابل با خبرنگار روزنامه اسرائیلی یدیعوت آخرونوت، اشاره به تمایل به ایجاد روابط رسمی با اسرائیل داشت. وی گفت: «هنگامی که [در روند صلح خاورمیانه] پیشرفت بیشتری حاصل شود و فلسطینیان کشوری برای خود داشته باشند، افغانستان از داشتن روابط کامل با اسرائیل خوشحال خواهد شد.» او فاش کرد که با شیمون پرز چندین بار ملاقات کرده و او را «یک مرد عزیز، یک جنگجوی واقعی برای صلح» خوانده‌است."